# Maria Albergaria
Maria Alvarenga Albergaria mais conhecida como Maria Albergaria (Lisboa, Portugal, 12 de Janeiro de 1989) é uma actriz portuguesa. 
Em 2006, participou do elenco de Floribella, no papel de Camile. Em 2007, fez algumas participações em Morangos com Açúcar. Em 2008, representa seu segundo papel na televisão, na pele de Kika em Rebelde Way.

## Trabalhos na televisão
- Super Pai (2001) - Mariana Viegas (A Festa de Pijama)
- Inspector Max (2005) - Soraia
- Floribella (2007) - Camile Schartz
- Morangos com Açúcar (2007) - Sabine
- Rebelde Way (2008) - Kika Vasconcelos